# Merrick Point
Der Merrick Point ist eine vereiste Landspitze an der Walgreen-Küste des westantarktischen Marie-Byrd-Lands. Auf der Bear-Halbinsel liegt sie auf der Ostseite des Hamilton-Piedmont-Gletschers. 
Der United States Geological Survey kartierte sie anhand einegner Vermessungen und Luftaufnahmen der United States Navy aus den Jahren von 1959 bis 1966. Das Advisory Committee on Antarctic Names benannte sie 1977 nach Dale Merrick von der Stanford University, Atmosphärenforscher und wissenschaftlicher Leiter der Siple-Station im antarktischen Winter 1975.